# Caboverdea cincta
Caboverdea cincta är en kackerlacksart som beskrevs av Karlis Princis 1959. Caboverdea cincta ingår i släktet Caboverdea och familjen småkackerlackor. Inga underarter finns listade.